# Stenocactus tetraxiphus
Stenocactus tetraxiphus là một loài thực vật có hoa trong họ Cactaceae. Loài này được (Otto ex K. Schum.) A. Berger ex A.W. Hill miêu tả khoa học đầu tiên năm 1933.